# Borodziej próchnik
Borodziej próchnik, borodziej cieśla, cieśla próchnik (Ergates faber) – gatunek chrząszcza z rodziny kózkowatych.

## Morfologia
Jeden z największych przedstawicieli kózkowatych w Polsce. Boczny brzeg przedplecza wyciągnięty jest w karbowaną listewkę. Czułki są długie nie piłkowane, złożone z długich odcinków. Barwa chrząszcza od rdzawobrunatnej do ciemnobrunatnej. Samiec ma przedplecze gładkie, miejscami wygniecione, a jego czułki sięgają do końca ciała. Samica ma przedplecze karbowane, a jej czułki sięgają do połowy ciała.

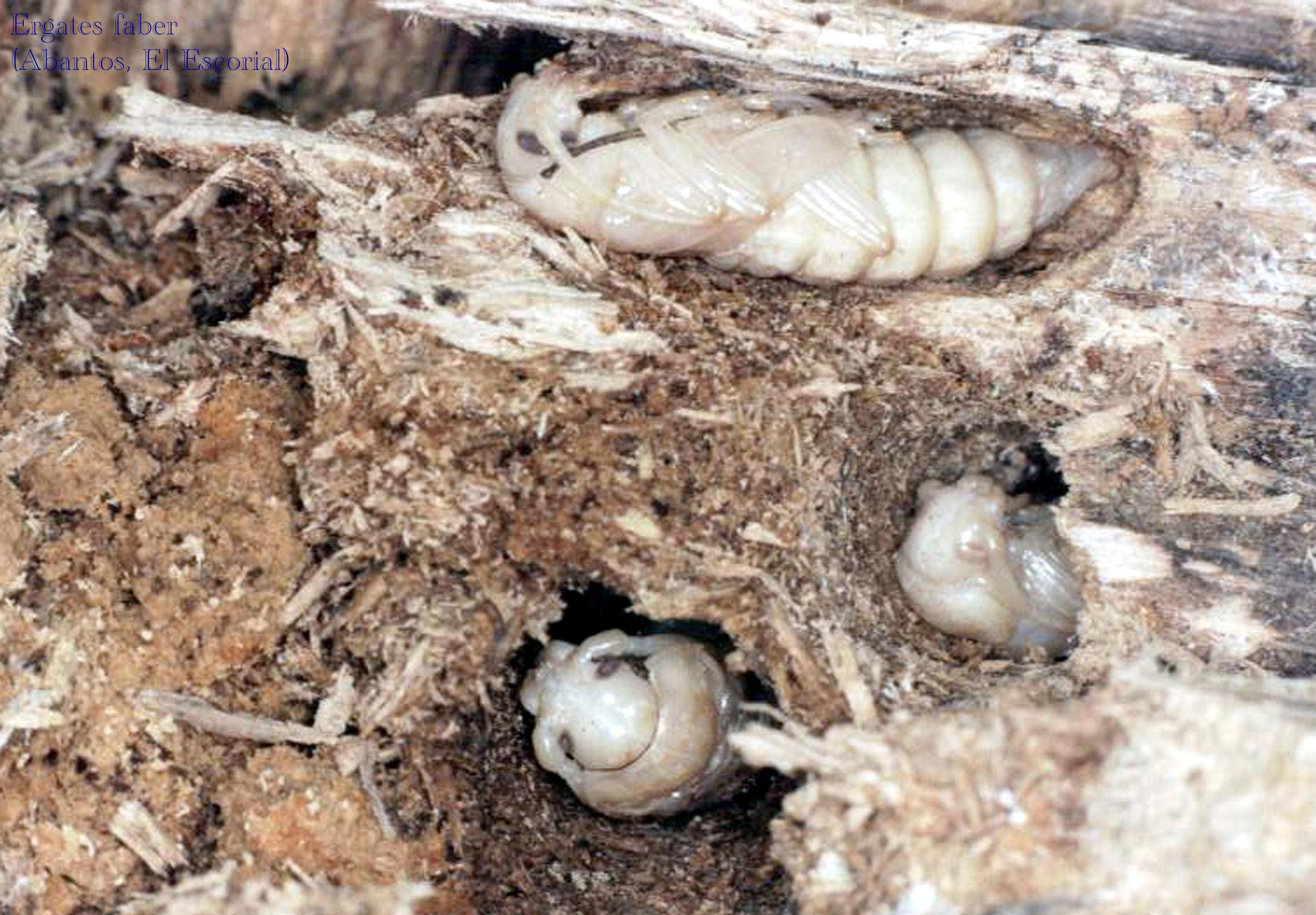
Poczwarki

Osiąga długość 25–60 mm.

## Żerowanie
Żeruje na starszych pniach drzew iglastych zwłaszcza sosny. Larwy w drewnie bielastym sosny, rzadziej świerka i jodły. 

## Znaczenie gospodarcze
Gatunek ten przyspiesza mineralizację pniaków, ale jest też szkodnikiem na słupach i w drewnie budowlanym.